# Rozdzielczość kątowa
Rozdzielczość kątowa – opisuje zdolność rozdzielczą dowolnego przyrządu, który tworzy obraz, takiego jak np. teleskop optyczny, radioteleskop, mikroskop, obiektyw kamery czy oko ludzkie. Dokładniej mówiąc, jest to zdolność takiego przyrządu do rozróżniania kątowej separacji punktów oglądanego obiektu. Samo określenie rozdzielczość oznacza w nauce precyzję, z którą instrument mierzy i zapisuje dane o badanej próbce.
Zdolność rozdzielcza soczewki optycznej jest ostatecznie ograniczona przez zjawisko dyfrakcji. Granica ta jest wyrażona przez tzw. kryterium Rayleigha odkryte przez lorda Rayleigha:
{\displaystyle \sin \theta =1,220{\frac {\lambda }{D}}}
gdzie:
{\displaystyle \theta } – rozdzielczość kątowa,
{\displaystyle \lambda } – długość fali świetlnej,
{\displaystyle D} – średnica apertury soczewki.